# دجله سوزان
دجله سوزان: نسل‌کشی ارمنی‌ها و مسئولیت آمریکا (انگلیسی: The Burning Tigris: The Armenian Genocide and America's Response) یک روایت از کشتار ارامنه در طی دهه ۱۸۹۰ و نسل‌کشی ارمنی‌ها در سال ۱۹۱۵ میلادی و مسئولیت دولت عثمانی را ارائه می‌دهد.
پیتر بالاکیان با استفاده از اسناد آرشیویی و حساب شخص اول، تاریخی را به نمایش می‌گذارد که به چه صورت ترکان جوان در نسل‌کشی ارمنی‌ها درگیر شدند.
این کتاب «جایزه رافائل لمکین» (Raphael Lemkin Prize) در سال ۲۰۰۵ دریافت کرد و کتاب برجسته نیویورک تایمز و پرتیراژترین کتاب نیویورک تایمز و نشنال شد.